# Тухола
Тухола (пољ. Tuchola) град је у Пољској у Војводству кујавско-поморском. По подацима из 2012. године број становника у месту је био 13 990.

## Становништво
| 2012.  |
| ------ |
| 13 990 |